# Кайдашева сім'я (мінісеріал)
«Кайдашева сім'я» — український 2-серійний телефільм режисера Володимира Городька, знятий кінооб'єднанням «Консорціум Козак». Екранізація однойменної повісті Івана Нечуя-Левицького.
Серіал вперше демонстували в 1993—1996 роках та телеканалі УТ-1: 1993 року вийшла перша серія, 1996-го — друга.

## У ролях
- Богдан Ступка — Кайдаш
- Людмила Лобза — Кайдашиха
- Валентин Тарасов — Лаврін
- Т. Кришевич — Мелашка
- Сергій Кучеренко — Карпо
- О. Гарашук — Мотря
- Тетяна Назарова — Варка
- С. Дашевський — Лейба
- Ю. Потапенко — Онисько
- А. Барчук — волосний
- Л. Чащина — Палажка
- Раїса Недашківська — ігуменя
- Йосип Найдук
- Галина Долгозвяга
- Віктор Степаненко

## Знімальна група
- Режисер: Володимир Городько
- Автори сценарію: Олександр Сизоненко, Володимир Городько
- Оператор-постановник: Михайло Мураткін, Віктор Політов (1996, 2-га серія)
- Художник: Олександр Вдовиченко
- Звукорежисер: Віктор Лукаш
- Композитор: Володимир Шумейко